# Mallahle
Mallahle je název vulkanického komplexu, nacházejícího se v Danakilské proláklině na hranicích Eritreji a Etiopie jihozápadně od sopky Nabro. Komplex se skládá ze tří stratovulkánů (Bara Ale, Sork Ale a Mallahle), které jsou umístěny v severovýchodní-jihozápadní linii.
Stavba komplexu je převážně ryolitová, ale mladší horniny mají spíše čedičové složení. Vrchol Mallahle je tvořen 6 km širokou kalderou.